# Megasema scropulana
Megasema scropulana är en fjärilsart som beskrevs av Morrison 1874. Megasema scropulana ingår i släktet Megasema och familjen nattflyn. Inga underarter finns listade i Catalogue of Life.